# Minuskuł 9
Minuskuł 9 (wedle numeracji Gregory—Aland), ε 279 (von Soden) – rękopis Nowego Testamentu z tekstem czterech Ewangelii, pisany minuskułą na pergaminie w języku greckim z XII wieku. Przechowywany jest w Paryżu.

## Opis rękopisu
Kodeks zawiera tekst czterech Ewangelii, na 298 pergaminowych kartach (23,5 cm na 17 cm).
Tekst rękopisu pisany jest jedną kolumną na stronę, 20 linijek w kolumnie. F. H. A. Scrivener ocenił, że charakter pisma jest barbarzyński.
Tekst Ewangelii dzielony jest według κεφαλαια (rozdziały) oraz według Sekcji Ammoniusza (w Marku 234), których numery umieszczono na marginesie. Sekcje Ammoniusza opatrzone zostały odniesieniami do Kanonów Euzebiusza. Tekst ewangelii zawiera τιτλοι (tytuły) rozdziałów. Ponadto przed każdą z Ewangelii umieszczone zostały listy κεφαλαια (spis treści).
Zawiera Epistula ad Carpianum, tablice do Kanonów Euzebiusza przed Ewangeliami, ilustracje, księgi liturgiczne z żywotami świętych (synaksarion i menologium), zawiera subscriptio na końcu każdej Ewangelii.

## Tekst
Grecki tekst Ewangelii reprezentuje bizantyńską tradycję tekstualną. Aland zaklasyfikował go do kategorii V. Według Claremont Profile Method, tj. metody wielokrotnych wariantów, reprezentuje standardowy tekst bizantyjski w Łk 1 i 20 oraz mieszany tekst bizantyński w Łk 10.

## Historia
Według kolofonu rękopis sporządzony został w roku 1167. Niegdyś jego właścicielem był Piotr Stella (wraz z kodeksem 284).
Rękopis wykorzystany został przez Stefanusa w jego Editio Regia (1550), który oznakował go przy pomocy siglum ιβ'. Wykorzystał go również Ludolph Küster w swoim wydaniu greckiego Nowego Testamentu (jako Paris 3).
Na listę rękopisów Nowego Testamentu wciągnął go Wettstein.
Pierwszy opis rękopisu sporządził Bernard de Montfaucon. Rękopis badał Scholz oraz Paulin Martin.
Scholz skolacjonował tekst Mateusza 1-8; Marka 1-4; Jana 4-8.
Obecnie przechowywany jest we Francuskiej Bibliotece Narodowej w Paryżu, pod numerem katalogowym Gr. 83.
Nie jest cytowany w krytycznych wydaniach Novum Testamentum Graece Nestle-Alanda (NA26, NA27).